# Événos de Paros
Pour les articles homonymes, voir Événos (homonymie).
Événos (en grec ancien Εὔηνος / Euênos) est un poète, philosophe et sophiste grec du Ve siècle av. J.-C. originaire de Paros.

## Notice Biographique
Dans le Phédon (60c-61c), il a appris à Cébès de Thèbes que Socrate a mis en vers des fables d'Ésope et un hymne à Apollon. Après s'être expliqué, Socrate l'invite parce qu'il le considère comme un philosophe à le suivre dans la mort sans se suicider. Il est cité par Aristote dans son Éthique à Nicomaque ou encore par Platon dans ses dialogues Phédon, Phèdre - où il est présenté comme un rhéteur. Dans l'Apologie de Socrate, on apprend qu’il fait payer ses cours 5 mines. De son œuvre ne subsistent que quelques fragments que l'on retrouve dans l’Anthologie palatine ; on connaît entre autres le distique d'Evénos : « Je te le dis, mon ami : l’entraînement exige beaucoup de temps et dès lors pour les hommes, il finit par être leur nature », et Plutarque dans Comment tirer profit de ses ennemis rapporte la phrase d’Événos « Le feu est le meilleur assaisonnement. »